# Museo Foundling
El Museo Foundling de Londres cuenta la historia del Hospital Foundling, que fue la primera casa dedicada al cuidado de niños abandonados del Reino Unido. El museo alberga la Colección de Arte del Hospital de Niños Expósitos y la Gerald Coke Händel Collection, la mayor colección privada del mundo de recuerdos de Georg Friedrich Händel.
El museo exhibe los trabajos realizados por el fundador del orfanato Thomas Coram, así como el artista William Hogarth y el compositor George Frideric Händel, ambos grandes benefactores de la institución. También ilustra el trabajo de caridad del orfanatorio de niños, que aún continúa hoy en día, a través de la organización de cuidado de niños Coram (caridad).
El Museo Foundling fue organizado como una institución de caridad exclusiva y autónoma en el año 1998.
Después de la renovación del edificio principal, el museo abrió al público como galería de arte en junio de 2004. El actual director del museo, Lars Tharp, es un experto revisador de antigüedades de Roadshow.

## La colección
La Colección del Hospicio incluye varia de las obras de arte más importantes del Reino Unido, de  artistas del siglo XVIII: William Hogarth, Thomas Gainsborough, Joshua Reynolds, Louis-Francois Roubiliac y muchos otros. Estas pinturas y esculturas, muchas veces donados por los propios artistas, fueron entregadas con el único fin de apoyar a la primera casa para niños abandonados de Gran Bretaña. Estas obras hicieron que el Hospital de Niños Expósitos fuera la primera galería de arte de la nación a disposición del público.

Además, el museo permite a los visitantes ver muebles, fotografías y otros elementos de los días en el Hospital de Expósitos,  mostrando como se aceptaban los niños abandonados, y como eran criados y educados dentro de sus muros. 
Inclusive hay fichas de clasificación (como monedas, botones, joyas, poemas, etc), que eran entregados por los padres al momento de dejar sus bebés, permitiendo que el Hospital de Niños Expósitos, pueda buscar coincidencias con alguna madre y su hijo si alguna vez esta quisiera volver a reclamarlo. Lamentablemente, la inmensa mayoría de los niños nunca más vieron a sus madres de nuevo y sus fichas están todavía bajo el cuidado del museo.

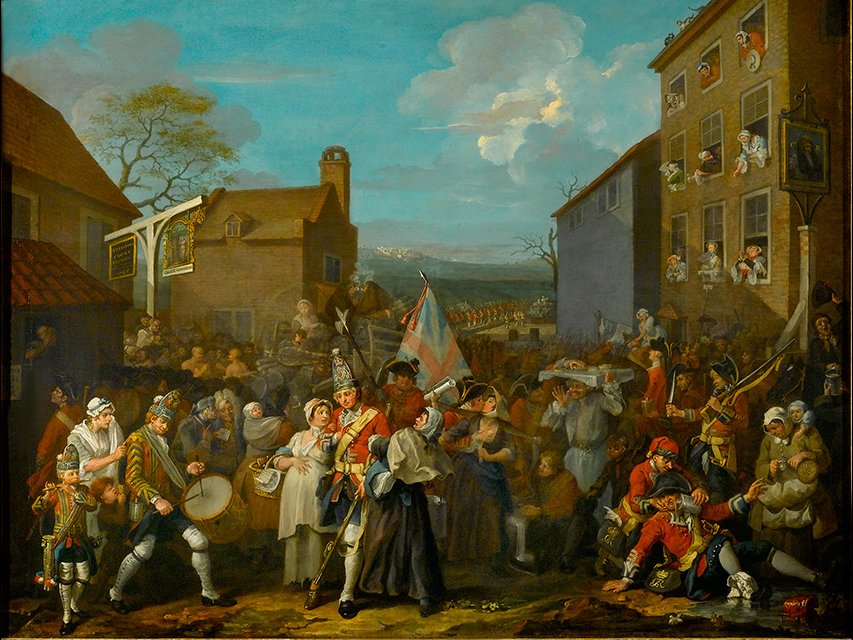
Marcha de los Guardias de Flinchley (1750), William Hogarth pieza satírica, donada por el artista al Hospital Foundling.

El "Salón del comité", que es uno de los que poseen su interior original desde el siglo XVIII, es la sala donde las madres que venían con la intención de dejar a sus bebés, eran entrevistadas por las autoridades del establecimiento. En la actualidad el salón alberga varios cuadros y muebles, incluso las obras políticas y satíricas de Hogarth. La Marcha de la Guardia de Finchley y a una serie de pinturas de Emma King, que representan escenas de la vida de los niños en el orfanatorio.
La "Galería de imágenes" es otra de las salas que conservan su interior original. En las paredes hay pinturas de los gobernadores y funcionarios del hospital a través de los años. Estos retratos son de  Allan Ramsay, del Dr. Richard Mead, hay retratos de Reynolds, de William Legge, (2do. Conde de Dartmouth, y del pintor Thomas Hudson, también existe un retrato del arquitecto que diseñó el Hospital, Theodore Jacobsen. 
El "Salón de la corte" es donde se reunía el directorio de Gobernadores del orfanato. La habitación es un conjunto de pinturas rococó, muebles y arquitectura de interiores, diseñados para hacer la mejor impresión posible en todos los futuros gobernantes y “Potenciales Donantes”. El techo es una obra de yeso realizada por Wilton y pintado por William Hogarth e incluyen a Moisés ante la hija del Faraón IV y la imagen de la Carta de la Casa Gainsborough de Londres. 
El piso superior del Museo, alberga la colección Gerald Coke Händel. Una sala de exposición que presenta la vida de Händel,  y donde los visitantes pueden aprender acerca de su conexión con el Hospital de Niños Expósitos y ver el testamento que dejó tras si. También se muestra una copia en limpio de la afamada obra Mesías, donada al Hospital tras su muerte. Cuatro sillones con altavoces reproducen la música de Händel.

## Arquitectura
El edificio en el que se encuentra el Museo, ubicado en Brunswick Square, fue construido entre 1935 y 1937, e incorpora las características arquitectónicas originales, así como los interiores al estilo rococó del primer hospital de Niños Expósitos, construido en 1741 y demolido en 1926. El actual edificio fue la sede de Londres después que la operación del cuidado de niños fuese trasladada al campo. 
La reforma de 2003-2004 fue diseñada por la empresa de arquitectura de Londres Jestico and Whiles. Durante esa reforma, se agregó una nueva sección, realizada en estilo moderno. El edificio se ha convertido en una amalgama de estilos arquitectónicos de éxito de la arquitectura georgiana del siglo XVIII, la década de 1930, y la arquitectura moderna. 